# Jacob Dircksz de Graeff
Pour les articles homonymes, voir Graeff.
Jacob Dircksz de Graeff, seigneur libre de Zuid-Polsbroek (né en 1569/1571 à Amsterdam et mort le 6 octobre 1638), est homme politique du Siècle d'or néerlandais. 

## Biographie
Né en 1569/71 au sein des De Graeff, famille aristocratique d'Amsterdam, Jacob de Graeff est l'aîné des trois fils de Diederik Jansz Graeff (1532-1589), bourgmestre et conseiller l'Amsterdam, membre de la Nederlands Hervormde kerk (« Église Réformée néerlandaise ») et Agniet Pietersdr van Neck († 1576). 
Il est un important représentant de la bourgeoisie hollandaise dans le gouvernement de la république des Provinces-Unies, qu'il dirige de fait pendant de nombreuses années.
Jacob de Graeff fut seigneur libre de Zuid-Polsbroek, au nom de la Cite d'Amsterdam seigneur de Nieuwer-Amstel, Osdorp et Amstelveen, seigneur du manoir de Sloten. De Graeff fut au Siècle d'or néerlandais un puissant bourgmestre et régent d'Amsterdam après la mort soudaine de Maurice de Nassau (1567-1625), stathouder des Provinces-Unies, et a fin politique de Reinier Pauw (1564-1636), bourgmestre et régent d'Amsterdam. Il a suivi une politique liberale, opposé à la maison d'Orange. De Graeff était membre de la états de Hollande et de Frise-Occidentale. Il a été une remorque politique de Johan van Oldenbarnevelt. Après la fin de Oldenbarnevelt, De Graeff a également perdu ses fonctions politiques. À partir des années 1620 Jacob de Graeff contrôla les finances et la politique de la ville, en collaboration étroite avec le bourgmestre régent Andries Bicker (nl).

## Vie personnelle
Jacob Dircksz de Graeff avait épousé à Amsterdam en 1597 Aaltje Boelens Loen (1579-1630), et avait eu :
- Cornelis de Graeff (1599 - 1664), seigneur libre de Zuid-Polsbroek, maire et régent l'Amsterdam ; épousé Catharina Hooft
- Dirk de Graeff (1603 - 1633), conseiller l'Amsterdam ; épousé Eva Bicker
- Agneta (Agniet) de Graeff di Polsbroek (1603 -1656) ; épousé Johan Bicker - la loro figlia Wendela Bicker épousé Johan de Witt
- Wendela de Graeff (1607-1652) ; sposò Pieter van Papenbroek et Willem Schrijver (Scriverius)
- Christina de Graeff (1609 - 1679) ; épousé Jacob Bicker et Pieter Trip
- Andries de Graeff (1611 - 1678), seigneur de Urk et Emmeloord, ministère de l'économie et des finances de hollande, maire et régent l'Amsterdam ; épousé Elisabeth Bicker van Swieten